# 蒙泰居布尔雅克
蒙泰居布尔雅克（法語：Montégut-Bourjac，法語發音：[mɔ̃teɡy buʁʒak]）是法国上加龙省的一个市镇，属于米雷区。

## 地理
蒙泰居布尔雅克（43°16'53"N, 0°59'24"E）面积5.52 平方千米，位于法国奧克西塔尼大區上加龙省，该省份为法国西南部内陆省份，西南端与西班牙接壤，自此顺时针与上比利牛斯省、热尔省、塔恩-加龙省、塔恩省、奥德省和阿列日省接壤。
与蒙泰居布尔雅克接壤的市镇（或旧市镇、城区）包括：弗朗孔、菲斯蒂尼亚克、吕桑-阿代亚克、蒙图桑。
蒙泰居布尔雅克的时区为UTC+01:00、UTC+02:00（夏令时）。

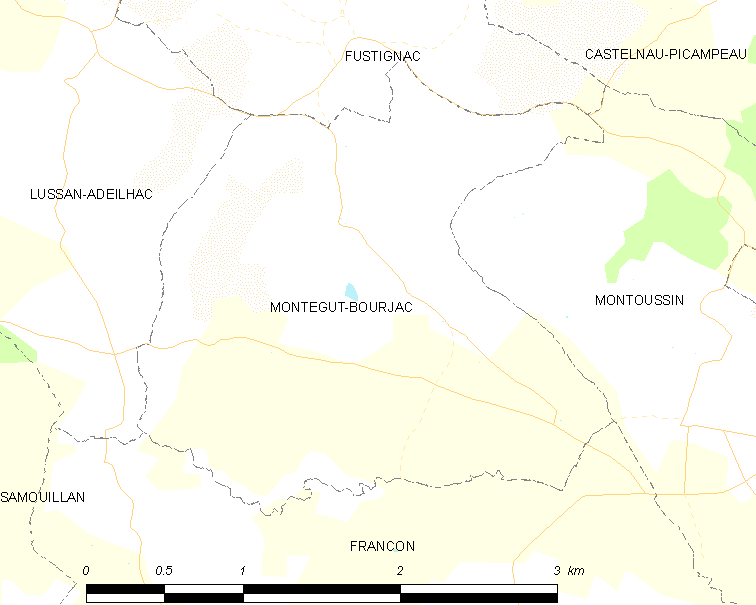
蒙泰居布尔雅克的OSM定位图

## 行政
蒙泰居布尔雅克的邮政编码为31430，INSEE市镇编码为31370。

## 政治
蒙泰居布尔雅克所属的省级选区为卡泽尔县。

## 人口

1962-2008年间蒙泰居布尔雅克人口变化图示

蒙泰居布尔雅克于2022年1月1日时的人口数量为128人。